# Potentilla hirta
Potentilla hirta är en rosväxtart. Potentilla hirta ingår i Fingerörtssläktet som ingår i familjen rosväxter.

## Underarter
Arten delas in i följande underarter:
- P. h. hirta
- P. h. laeta